# Heksemiebier
Heksemiebier is een Belgisch bier. Het bier wordt door De Proefbrouwerij gebrouwen in opdracht van Brouwerij Serafijn, gevestigd te Itegem.
Heksemiebier is een goudblond bier van hoge gisting en hergisting op de fles met een alcoholpercentage van 6,2%. Het werd gelanceerd in september 2009.